# (33369) 1999 BE11
1999 BE11 (asteroide 33369) é um asteroide da cintura principal. Possui uma excentricidade de 0.12751010 e uma inclinação de 6.72315º.
Este asteroide foi descoberto no dia 20 de janeiro de 1999 por ODAS em Caussols.